# Lamprosema glageropa
Lamprosema glageropa là một loài bướm đêm trong họ Crambidae.